# Dołynśke (rejon podolski)
Dołynśke (ukr. Долинське) – wieś na Ukrainie, w obwodzie odeskim, w rejonie podolskim, nad Wełykim Kujalnykiem. W 2001 roku liczyła ok. 4 tys. mieszkańców.